# Thames House
Thames House es un edificio situado en Millbank, Londres, en la orilla norte del Río Támesis, al lado del Puente de Lambeth. Originalmente albergaba oficinas de las Imperial Chemical Industries (ICI), y posteriormente ha sido la sede del Servicio de Seguridad del Reino Unido (más conocido como MI5) desde diciembre de 1994. También fue la sede en Londres de la Northern Ireland Office (NIO) hasta marzo de 2013. Es un monumento clasificado de Grado II.

## Historia
El edificio fue construido entre 1929 y 1930 por John Mowlem & Co en terrenos situados a la orilla del río despejados después de que la desastrosa inundación del Támesis de 1928 dañara gravemente los edificios residenciales que se situaban allí. Fue construido según el diseño de Sir Frank Baines, de la Office of Works del Gobierno británico. Su diseño es parecido pero no idéntico al de la Imperial Chemical House, que está frente a ella en el lado norte de Horseferry Road; mientras la Imperial Chemical House era exclusivamente para el ICI, la Thames House originalmente tenía varios usos, incluida la sede en Londres de International Nickel Ltd. El diseño de Baines debe mucho a la tradición «neoclásica imperial» de Sir Edwin Lutyens y está a juego deliberadamente con el diseño imperial del Puente de Lambeth desde que fue rediseñado en 1929. En la parte alta de la fachada hay estatuas de San Jorge y Britania esculpidas por Charles Sargeant Jagger. Era propiedad de Thames House Estates hasta que fue vendida al gobierno británico en 1994. Thames House Estates fue propiedad de ICI y Prudential durante muchos años y posteriormente fue propiedad completamente del ICI.

## Sede del MI5 y NIO
El estado disperso de sus edificios previos en 140 Gower Street (sede) y Curzon Street House (registro, administración y servicios técnicos) hicieron que el MI5 buscara una nueva sede a finales de los años ochenta. El Servicio de Inteligencia Secreto (MI6) estaba en una búsqueda simultánea de una nueva sede y se consideró la ubicación conjunta de las dos. Sin embargo, esta propuesta fue abandonada debido a la falta de edificios de tamaño adecuado (construidos o proyectados) y las preocupaciones de seguridad relativas a la posibilidad de convertirse en un objetivo único para atentados. Al mismo tiempo, la Thames House, que entonces era usada como oficinas gubernamentales, quedó vacante cuando el Departamento de Energía dejó la mitad sur en 1989 y se decidió convertir y remodelar gran parte del edificio para uso del MI5. El estudio GMW Architects se ocupó del diseño y Mowlem ejecutó las obras a partir de 1990, que incluían el relleno parcial del característico arco del edificio. La reformada Thames House fue inaugurada oficialmente el 30 de noviembre de 1994 por el entonces primer ministro Sir John Major.
El edificio fue compartido con la Northern Ireland Office (NIO) hasta que esa organización se trasladó al 1 Horse Guards Road junto con HM Treasury y la Cabinet Office.
El 1 de junio de 2007 el edificio (aparte de las escaleras que dan acceso a él) fue designado como un sitio protegido a efectos de la Sección 128 del Serious Organised Crime and Police Act 2005. El efecto de esta ley fue convertir en un delito criminal específico que una persona allanara el edificio.

## Cultura popular
Hasta su séptima temporada, la serie de televisión de la BBC Spooks usó el exterior y el vestíbulo de la Freemasons' Hall en Great Queen Street como representación de la Thames House en la serie. Desde entonces también se ha usado la verdadera Thames House, aunque todavía se usa el Freemasons' Hall para mostrar la entrada al edificio.
La tercera temporada de la serie de televisión de la BBC Torchwood usó a la Thames House como el escenario para la llegada de especies alienígenas a la Tierra.

## Galería de imágenes

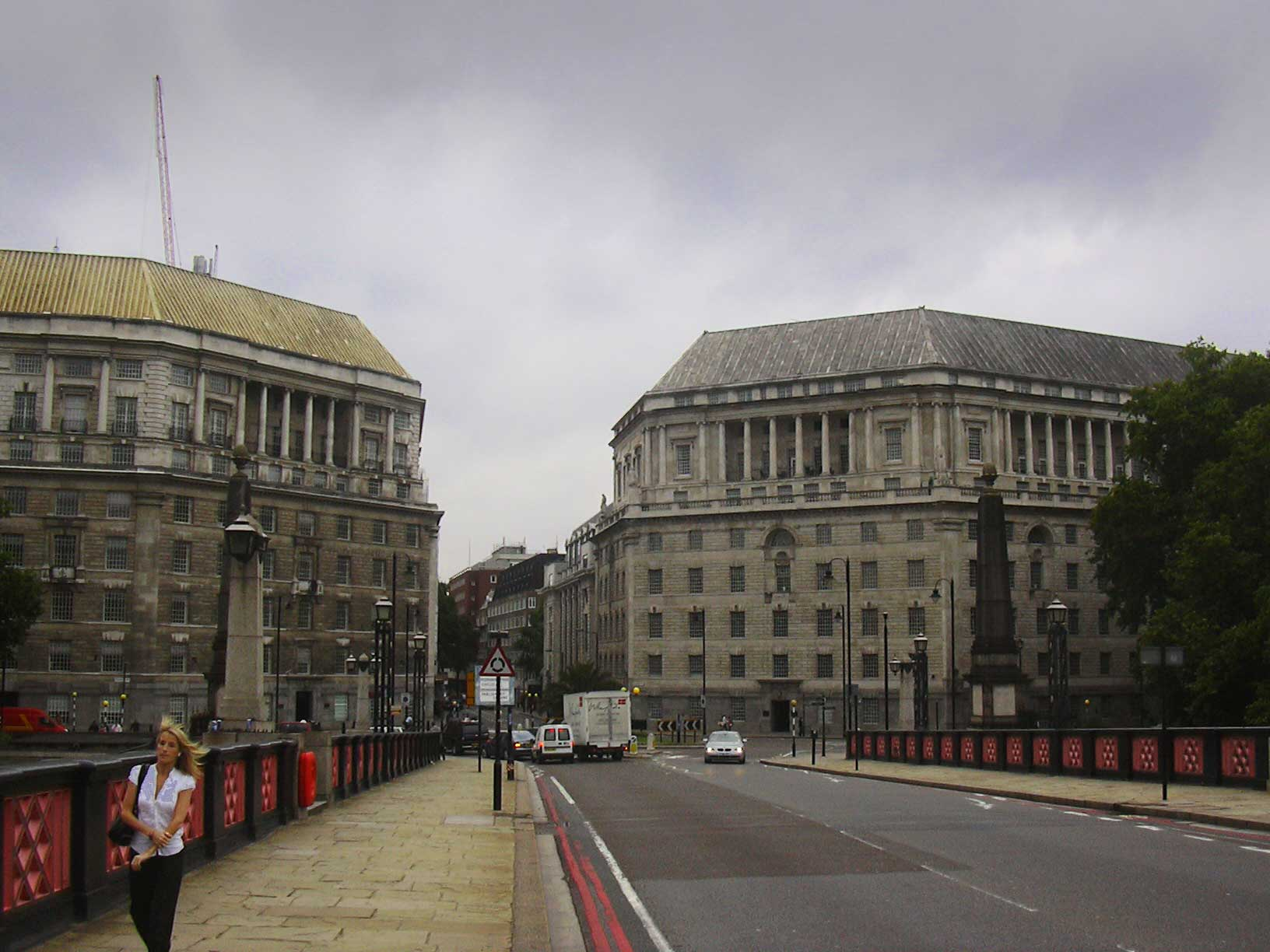
Thames House a la izquierda; Imperial Chemical House a la derecha.
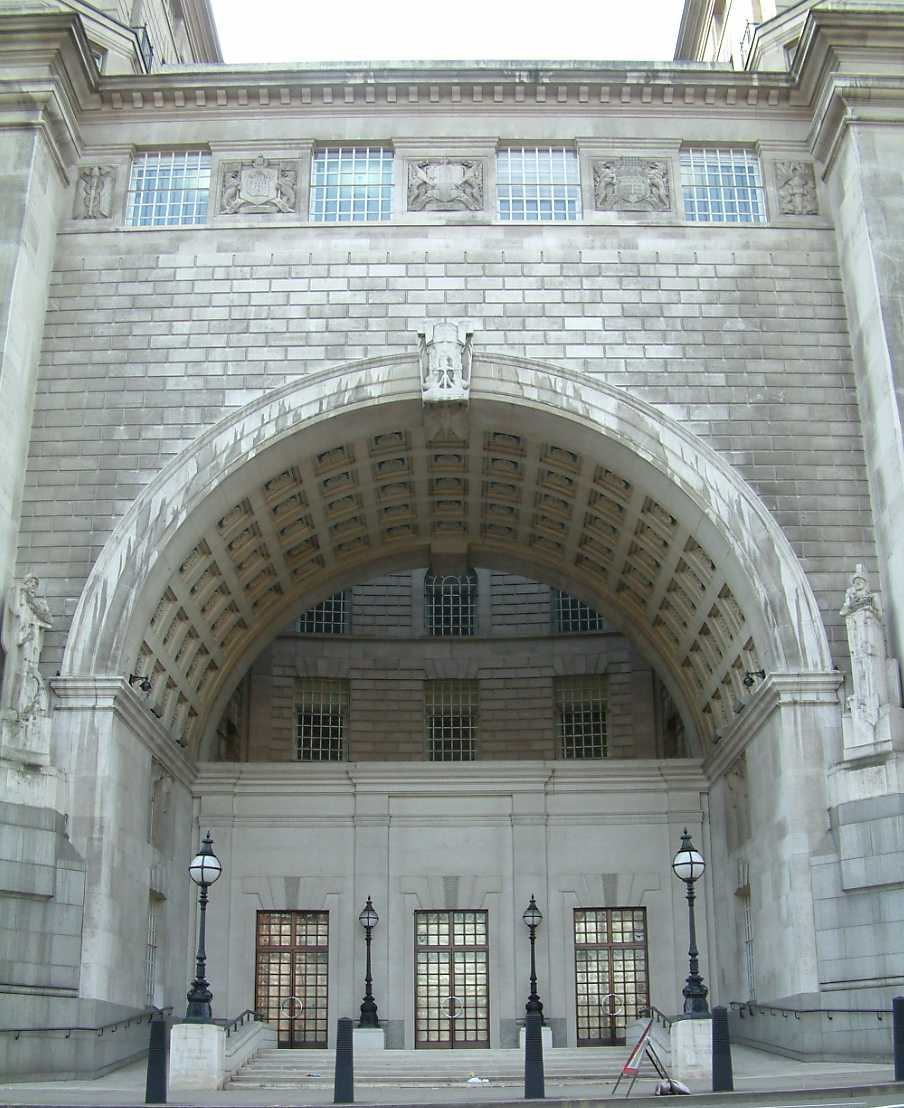
El arco y la ampliación construida para el MI5 en la remodelación de GMW.
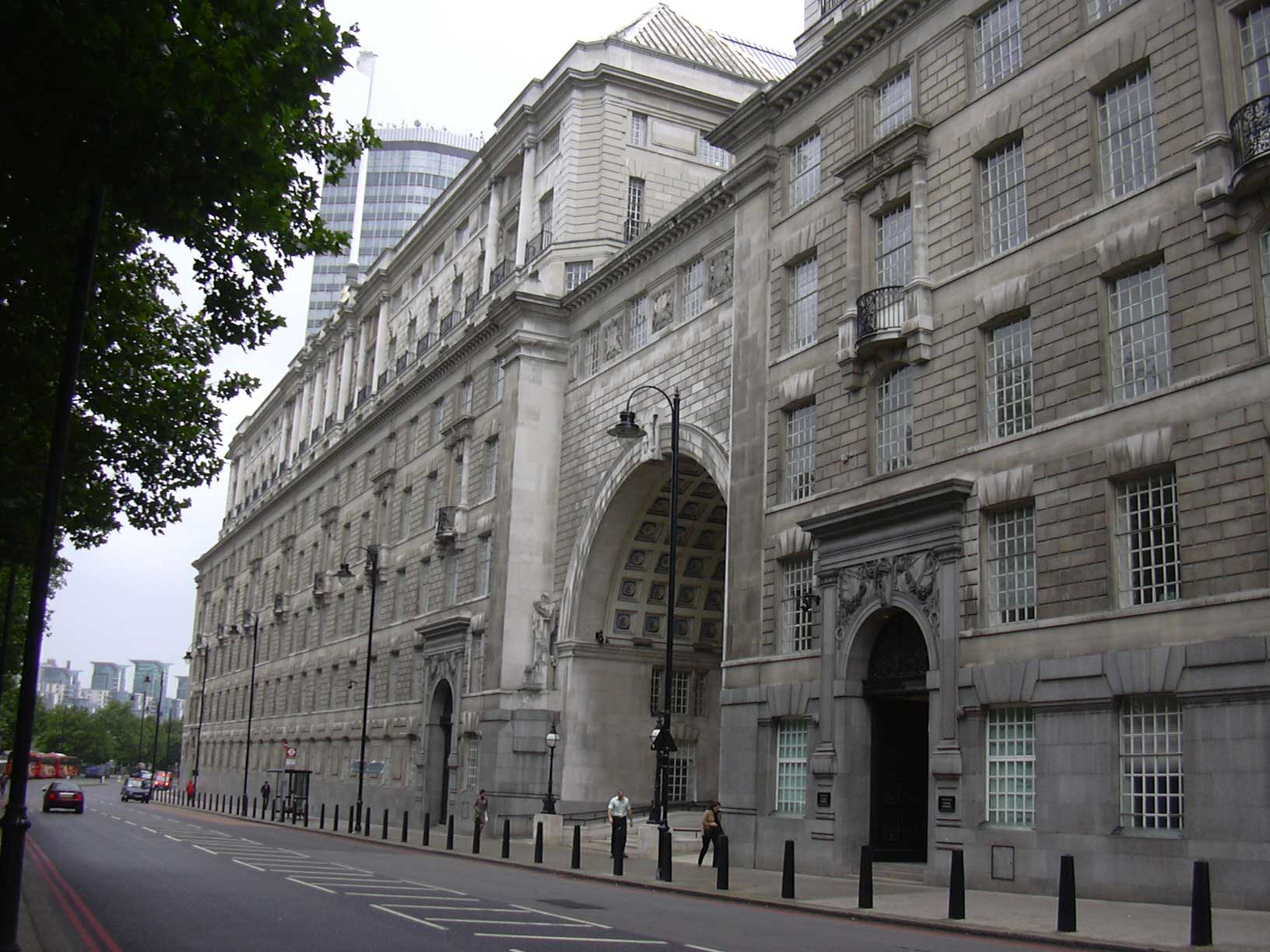
Thames House vista desde el lado de Lambeth del río Támesis.
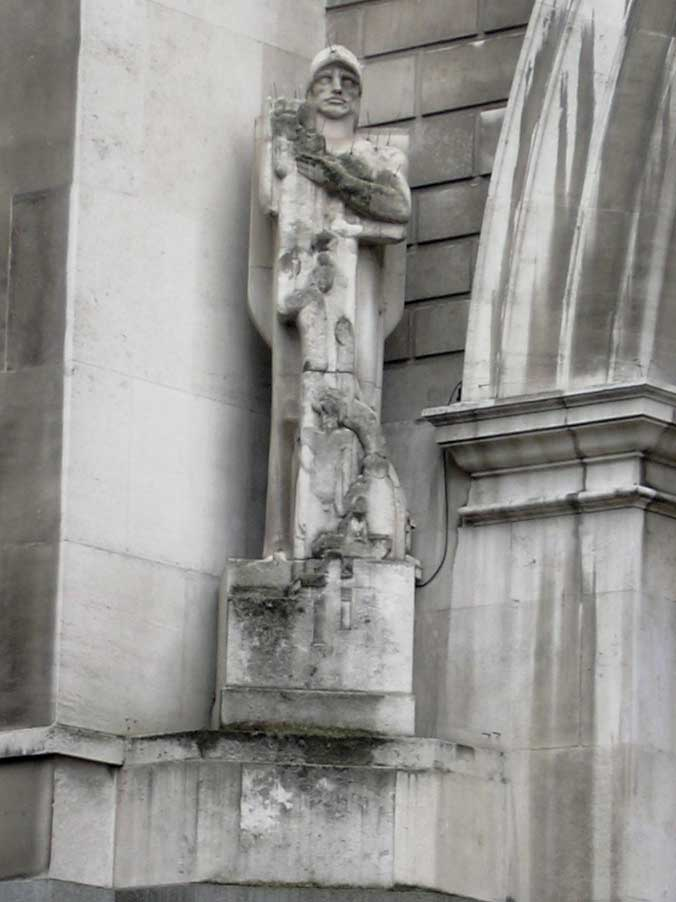
Figura de San Jorge esculpida por Jagger en el exterior.
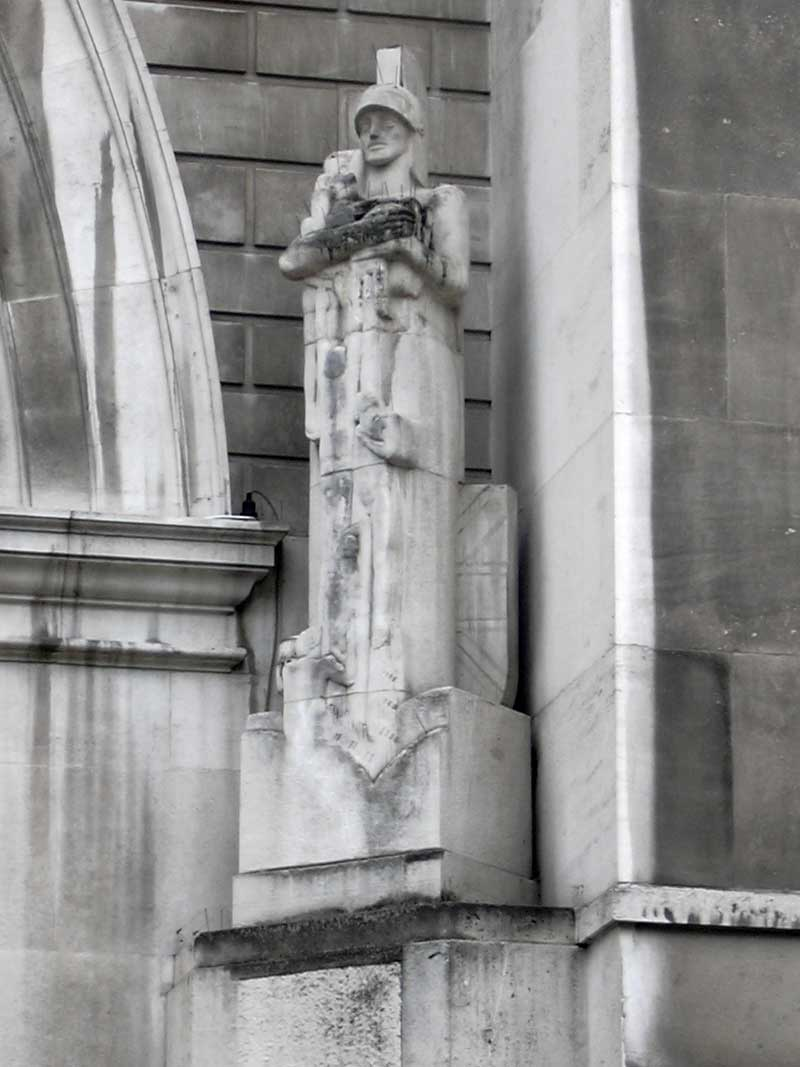
Figura de Britannia esculpida por Jagger en el exterior.
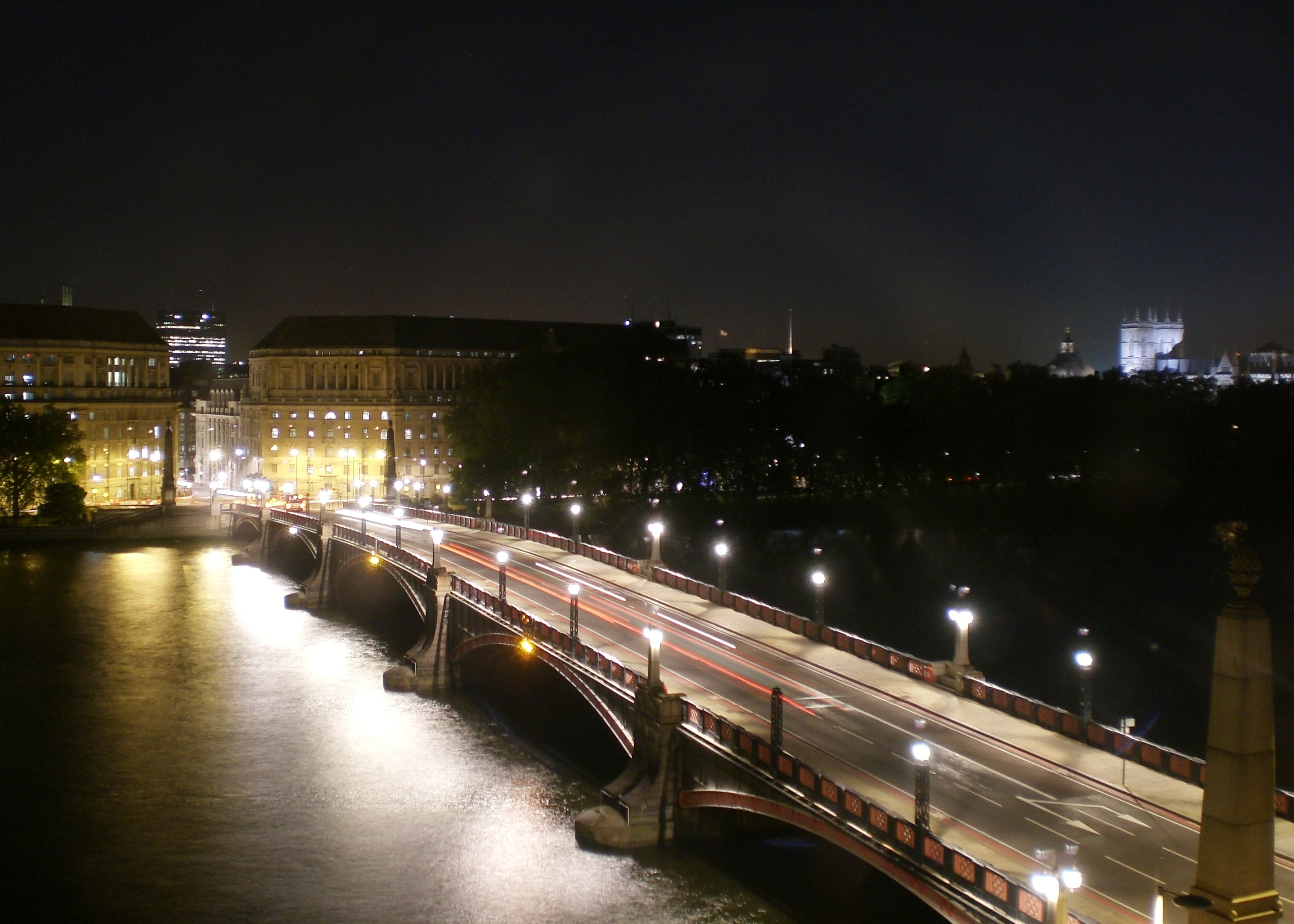
Thames House por la noche.
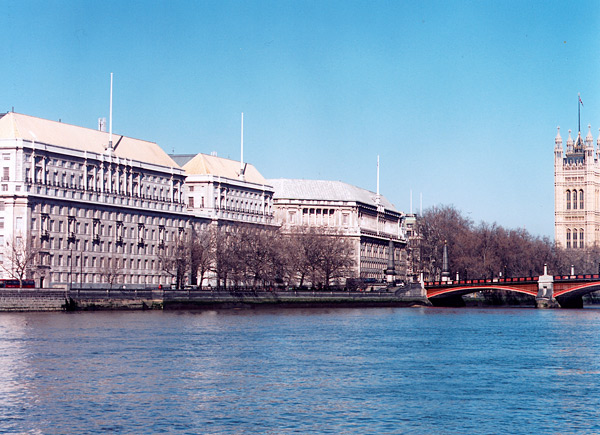
Thames House y el Puente de Lambeth, mirando río abajo.